# Талло
Талло́, також Фалло́ (лат. Θαλλώ) — одна з двох ор, яку шанували афіняни. Талло (від Θαλλώ — розквітаю) — весняна ора.